# واکنش جفت‌شدن
واکنش جفت‌شدن (به انگلیسی: Coupling reaction) به دسته‌ای از واکنش‌های شیمیایی در شیمی آلی گفته می‌شود که در آن دو پیش‌ماده هیدروکربنی به وسیله یک کاتالیزور فلزی به هم متصل شده و یک ساختار واحد را تشکیل می‌دهند. بسته به نوع مواد اولیه و نوع کاتالیزورهای به‌کار رفته‌ می‌توان به انواع مختلفی از واکنش‌های جفت‌شدن اشاره داشت با این به‌طور کلی همه واکنش‌ها را در ۲ دسته اصلی قرار می‌گیرند: ۱-جفت‌شدن جور (Homocoupling) و ۲-جفت‌شدن ناجور (Heterocoupling) یا جفت‌شدن متقاطع (Cross-couplings)

## انواع واکنش‌های جفت‌شدن جور
در زیر جدولی از این نوع واکنش‌ها قرار دارد. از معروف‌ترین واکنش‌هایی که در این دسته قرار می‌گیرند می‌توان به واکنش اولمان اشاره کرد. 

جفت‌شدن اولمان دو آریل هالید

| واکنش               | سال کشف | واکنشگر آ | واکنشگر آ | واکنشگر ب | واکنشگر ب | کاتالیزور          | توضیحات                    |
| واکنش ورتز          | ۱۸۵۵    | R-X       | sp³       | R-X       | sp³       | سدیم (استوکیومتری) |                            |
| جفت‌شدن گلیسر        | ۱۸۶۹    | RC≡CH     | sp        | RC≡CH     | sp        | مس                 | اکسیژن به عنوان پذیرنده    |
| واکنش اولمان        | ۱۹۰۱    | Ar-X      | sp²       | Ar-X      | sp²       | مس                 | در دمای بالا انجام می شود. |
| واکنش گومبرگ–باخمان | ۱۹۲۴    | Ar-H      | sp²       | Ar-N2X    | sp²       |                    | نیازمند محیط بازی          |

## انواع واکنش‌های جفت‌شدن ناجور
در زیر جدولی از این نوع واکنش‌ها قرار گرفته است.

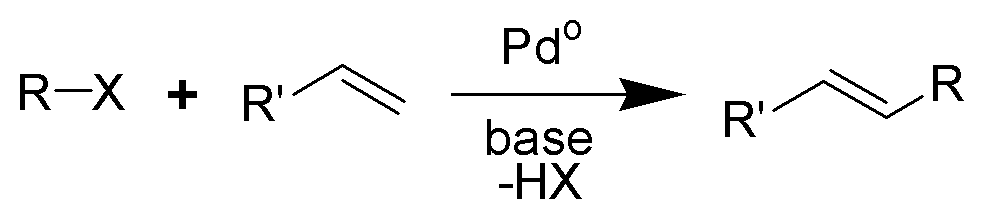
واکنش جفت‌شدن هک، میان یک هالوآلکان و یک آلکن

| واکنش                   | سال کشف | واکنشگر آ | واکنشگر آ    | واکنشگر ب       | واکنشگر ب | کاتالیزور           | توضیحات                               |
| جفت‌شدن کادیو–چادکیویچ   | ۱۹۵۷    | RC≡CH     | sp           | RC≡CX           | sp        | مس                  | نیازمند محیط بازی                     |
| واکنش جفت‌شدن پیناکول    | ۱۸۵۹    | RCHO      | sp²          | RCHO            | sp²       | وانادیوم و آلومنیوم |                                       |
| جفت‌شدن کاسترو–استفنز    | ۱۹۶۳    | RC≡CH     | sp           | Ar-X            | sp²       | مس                  |                                       |
| جفت‌شدن واکنشگر گیلمان   | ۱۹۶۷    | R2CuLi    |              | R-X             |           |                     |                                       |
| واکنش سزار              | ۱۹۷۰    | Alkene    | sp²          | R-X             | sp³       | پالادیوم            | نیازمند محیط بازی                     |
| جفت‌شدن کومادا           | ۱۹۷۲    | Ar-MgBr   | sp², sp³     | Ar-X            | sp²       | پالادیوم یا نیکل    |                                       |
| واکنش هک                | ۱۹۷۲    | alkene    | sp²          | R-X             | sp²       | پالادیوم            | نیازمند محیط بازی                     |
| جفت‌شدن سونوگاشیرا       | ۱۹۷۵    | RC≡CH     | sp           | R-X             | sp³ sp²   | پالادیوم و مس       | نیازمند محیط بازی                     |
| جفت‌شدن نگیشی            | ۱۹۷۷    | R-Zn-X    | sp³, sp², sp | R-X             | sp³ sp²   | پالادیوم یا نیکل    |                                       |
| واکنش استیل             | ۱۹۷۸    | R-SnR3    | sp³, sp², sp | R-X             | sp³ sp²   | پالادیوم            |                                       |
| واکنش سوزوکی            | ۱۹۷۹    | R-B(OR)2  | sp²          | R-X             | sp³ sp²   | پالادیوم            | نیازمند محیط بازی                     |
| جفت‌شدن هیاما            | ۱۹۸۸    | R-SiR3    | sp²          | R-X             | sp³ sp²   | پالادیوم            | نیازمند محیط بازی                     |
| واکنش بوشوالد–هارت‌ویگ   | ۱۹۹۴    | R2N-H     | sp           | R-X             | sp²       | پالادیوم            | جفت شدن نیتروژن-کربن، آمین نوع دوم    |
| جفت‌شدن فوکویاما         | ۱۹۹۸    | R-Zn-I    | sp3          | RCO(SEt)        | sp2       | پالادیوم            |                                       |
| جفت‌شدن لیبسکایند–اسروگل | ۲۰۰۰    | R-B(OR)2  | sp3, sp2     | RCO(SEt) Ar-SMe | sp2       | پالادیوم            | به مس(I)-تیوفن-۲-کربوکسیلات نیاز دارد |